# Ясон и аргонавты
«Ясон и аргонавты» (англ. «Jason and the Argonauts») — американский приключенческий фильм по мотивам мифа о Ясоне и аргонавтах. В фильме были использованы самые передовые спецэффекты, имевшиеся на момент его создания (1963 год). Создателем спецэффектов выступил Рэй Харрихаузен.

## Сюжет
Фильм рассказывает известную историю об аргонавтах. Кровожадный тиран Пелий, решивший навсегда избавиться от своего брата Эсона и племянника Ясона, который был законным наследником трона, задумывает хитрую уловку: отправить Ясона с аргонавтами на корабле «Арго» из Древней Греции в Колхиду за золотым руном, бесценным даром богов. На своем пути они сталкиваются с множеством опасностей и несут большие потери. Им предстоит победить гигантского бронзового великана Талоса, расправиться с мерзкими и безобразными гарпиями, пройти через смыкающиеся скалы, и, наконец, достигнув Колхиды, они завладевают Золотым Руном, а в придачу Ясону достаётся подарок — красавица Медея, дочь Колхидского царя.
Сюжет фильма отличается от классической версии в значительной степени.
Этот фильм стал следующим для продюсера Рэя Харрихаузена после картины «Седьмое путешествие Синдбада».
После удачного проката Синдбада Харрихаузен начал работу над новым фильмом, выбрав античную историю аргонавтов.

## В ролях
- Боги
  - Нилл Мак Гиннис — Зевс
  - Онор Блэкман — Гера
  - Майкл Гуинн — Гермес
- Аргонавты и другие герои
  - Тодд Армстронг — Ясон
  - Нэнси Ковак — Медея
  - Лоуренс Нэйсмит — Аргос
  - Дуглас Уилмер — Пелий
  - Гэри Рэймонд — Акаст, сын Пелия
  - Найджел Грин — Геракл
  - Джон Карней — Гилас
  - Джек Гуиллим — Ээт, царь Колхиды
  - Патрик Траутон — Финей
  - Эндрю Фолдс — Фалерус